# Estación de Pont de Levallois - Bécon
Pont de Levallois - Bécon es una estación de la línea 3 del Metro de París situada en la localidad de Levallois-Perret al noroeste de la capital. Es uno de los actuales terminales de la línea 3.

## Descripción
La estación fue inaugurada el 24 de septiembre de 1937 tras la ampliación de la línea 3 desde Porte de Champerret.
Debe su nombre al cercano puente de Levallois, y al lugar conocido como Bécon les Bruyères.
Se compone de dos andenes de 105 metros de longitud y de tres vías, ordenados de la siguiente forma: a-v-v-a-v. Además, la estación posee otras tres vías de garaje. 
Está diseñada en bóveda elíptica revestida completamente de los clásicos azulejos blancos biselados, con la única excepción del zócalo que es de color verde. Los paneles publicitarios emplean un fino marco dorado con adornos en la parte superior. 
Su iluminación ha sido renovada empleando el modelo vagues (olas) con estructuras casi adheridas a la bóveda que sobrevuelan ambos andenes proyectando la luz en varias direcciones. La señalización por su parte usa la tipografía CMP donde el nombre de la estación aparece sobre un fondo de azulejos azules en letras blancas. Por último, los escasos asientos de la estación son blancos, individualizados y de tipo Motte.